# Afigya-Sekyere
Afigya-Sekyere – dawny dystrykt w regionie Ashanti w Ghanie. W wyniku reformy administracyjnej na przełomie lat 2007 i 2008 został podzielony na Sekyere South i Afigya-Kwabre.